# 齊克讓
齊克讓（9世纪—886年？），唐朝将领，兗州泰宁军节度使，曾抵抗黄巢之亂，战败后回镇，886年遭假意為女婿的朱瑾奇袭，逐出兗州，此后不知所踪。

## 抵抗黄巢
《旧唐书》《新唐书》均无齐克让的传。仅由其族人墓志可知其郡望为高阳郡齐氏。
乾符三年（877年），齐克让在左金吾卫大将军（一作上将军）、右街使任上被改任为检校兵部尚书，兼兖、沂、海等州节度使（即泰宁军节度使）。王仙芝起事，宰相卢携荐齐克让等有将略，齐克让等被用为招讨使，齐克让奉命以本镇讨王仙芝。
广明元年（880年）七月，唐僖宗命河南诸道发兵屯溵水，命齐克让为汝、郑把截制置使，屯汝州，以阻拦向西北方向进军的黄巢农民反抗军。
九月，黄巢凭借十五万对六千的绝对优势击败天平军节度使曹全晸。忠武军节度使薛能被周岌兵变所杀。齐克让担心被周岌袭击，放弃了防御，退回泰宁军军部兗州。其他藩镇见状也将军队撤离溵水，就此打开了黄巢进军东都洛阳和帝都长安的道路。
十一月，齐克让重整军队，回到洛邑附近，但眼看黄巢军日益强大，决定退守潼关，以防黄巢进军长安。当时，他还有万余军队，却没有补给。僖宗派左军马军将军張承範等率两神策弩手二千八百人协助齐克让，任张承范为兵马先锋使兼把截潼关制置使，張承範进言指他和齐克让的军队都没有补给。僖宗仍然派他前去，声称援军将至，但最终两支军队还是没有得到补给。
十二月庚辰（881年1月4日），张承范和黄巢的军队都到了潼关。张承范和齐克让的军队都已断粮，没有斗志。齐克让和黄巢交战了大半个上午，起初将其击退。但大约中午时分，黄巢亲至，全军大呼，齐克让部因饥饿而崩溃了，喧哗且秘密烧了齐克让的营寨，齐克让逃入关，士兵逃往名为“禁谷”的山谷，践踏毁坏了那里的防御工事，使潼关完全对黄巢军洞开。张承范坚持守关但没能守住，使黄巢得以攻占长安，迫使唐僖宗逃往成都。

## 逐出泰宁
在官军击败黄巢，唐僖宗回到长安后的光启元年（885年）五月，当权宦官田令孜和河中节度使王重荣发生争执，田令孜试图将王重荣调任泰宁，齐克让为检校司徒、兼定州刺史、御史大夫，充义武节度观察、北平军等使，義武軍節度使王处存调任河中。
此时齐克让仍被称为泰宁军节度使，可见他应在失利后回到泰宁。王处存上表为王重荣辩护，王重荣聚集兵马和盟友河東節度使李克用联手击败了田令孜及其盟友靜難節度使朱玫和凤翔节度使李昌符。没有证据显示齐克让参与了此次冲突，史料并未记载他拒绝去义武赴任或意图赴任。
二年（886年）十一月，宣武军节度使朱全忠派都指挥使朱珍去淄州募兵，行经时任东面都统的齐克让驻守的徐州任县，齐克让伏兵孙师陂迎战朱珍，被朱珍大破，朱全忠大校葛从周擒其将吕全真，踏白都副将王檀擒献其将孙用和、束诩。
十二月，时任天平军节度使朱瑄的堂弟朱瑾在朱瑄帐下为将，求娶齐克让的女儿。齐克让爱朱瑾为人，同意了，却不知道这是朱瑾试图夺取泰宁的阴谋。朱瑾从鄆州带着藏有兵甲的马车进入兖州，在预备迎娶新娘的当天发动突袭，杀军校王稠膚，将齐克让逐出兖州。朱瑾就此控制泰宁鎮并被敕任为泰宁军节度使。这是史书最后关于齐克让的记载，他此后下落不明。《两五代史·朱瑾传》《九国志·朱瑾传》《十国春秋·朱瑾传》称其被擒，《九国志·侯瓒传》称其当时被杀。

## 家族
- 高祖：齐栩，监察御史、浙西观察判官、知本州军事，曾任括州刺史[17]、吏部郎中[18]
- 曾祖：齐演，朝散大夫、定州司马
- 叔/伯曾祖：齐摠，衢州刺史
- 祖父：齐荣，成德军节度押衙兼博野镇遏兵马使、银青光禄大夫、检校太子宾客兼殿中侍御史、上柱国、赠忠州刺史
- 父：齐志英（791年—848年4月6日），字弘敷，齐荣长子，银青光禄大夫、检校太子宾客、行金吾卫翊府左郎将、兼御史中丞、上柱国，食邑三百户
- 嫡母：陇西李氏、弘农杨氏，都先齐志英而亡。齐志英最后一任妻为博陵崔氏
- 二叔：齐某，早殁于王事（可能即长庆初年成德军杀节度使田弘正之变）
- 三叔：齐志萼（802年—861年7月23日），字茂之，曾为奉天镇押衙兼博野军正将、银青光禄大夫、检校太子宾客、上柱国、高阳县开国男、食邑三百户，官终奉天镇博野军左厢兵马使
- 三婶：陇西李氏
- 四叔：齐某，早殁于王事（可能即长庆初年成德军杀田弘正事）
- 兄：齐克信
- 兄：齐克谏（819年—850年），齐志英嗣子，母崔氏。银青光禄大夫、检校太子宾客、庆州行营五千人马步都虞候，死于对党项的战争，追宥州刺史、上柱国
- 嫂：太原王氏，齐克谏妻
- 弟：齐克侗
- 姐妹：三人
- 堂兄弟：齐志萼四子，齐克标、齐克俭、齐克建、齐克邕
- 堂姐妹：齐志萼女，浔阳郡翟氏妻
- 女：齐氏
- 侄：齐文节，齐克谏子[19][20][21]